# Александр Таманян
Олександр Оганесович (Іванович) Таманян (Таманов) (вірм. Ալեքսանդր ԹամանյանԱլեքսանդր Թամանյան; 4 (16) березня 1878, Катеринодар — 20 лютого 1936, Єреван) — вірменський совєцький архітектор та містобудівник, представник неокласичного напряму в архітектурі.
Народний архітектор Вірменської РСР (1926). Лауреат Сталінської премії другого ступеня (1942 — посмертно). Автор генерального плану Єревана, будівель в Єревані, Санкт-Петербурзі та Москві.

## Життєпис

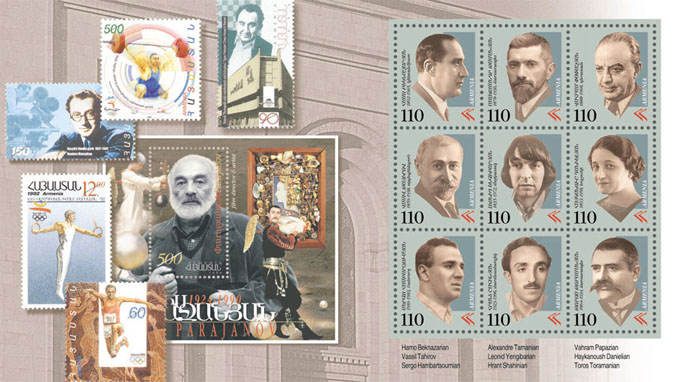
Бекназарян, Таманян, Папазян, Таїров, Єнгібарян, Даніелян, Амбарцумян, Шагінян, Тороманян.

Народився 4 (16) березня 1878 року в Катеринодарі, в родині банківського службовця.
У 1896 році закінчив Кубанське Олександрівське реальне училище, через два роки вступив на архітектурне відділення Імператорської Академії мистецтв, яку закінчив у 1904 році. За словами сестри Таманяна і його друга Євгена Шретера, вже в роки навчання в Академії Таманян, переглядаючи креслення та фотографії давніх пам'яток, говорив про бажання працювати на історичній батьківщині.
Перші роботи Таманяна були виконані в дусі неокласичного напряму, популярного в ті роки. В 1909 році він працював над реконструкцією двох садиб графів Мусіних-Пушкіних (Мологський повіт Ярославської губернії). Так, він спроектував і побудував кам'яний будинок-особняк і служби при ньому в садибі Борисоглеб. Ще масштабнішими були роботи в садибі Іловна: проект і будівництво кам'яної набережної, проекти влаштування парку та оздоблення фасадів будинків, реставрація кам'яної церкви кінця XVIII століття. Роботи закінчені в 1913 році; в 1914 році приступив до проектування подальшої реконструкції головного будинку у Іловне, що залишилася незакінченою через революції. На початку 1940-х рр. обидві садиби затоплені Рибінським водосховищем.
Широке професійне визнання О. О. Таманяну принесла реконструкція Вірменської церкви на Невському проспекті в Петербурзі. Прикладами його ранніх робіт можуть бути особняк В. П. Кочубея в Царському селі (1911—1912) (спільно з М. Є. Лансере і В. І. Яковлєвим), будинок князя С. Щербатова на Новинському бульварі в Москві (1911—1913) удостоєний звання кращого будинку Москви цього року, спільний з В. М. Семеновим та іншими архітекторами проект Міста-саду для службовців залізниці, включаючи туберкульозний санаторій і залізобетонний місток на станції Прозоровська (нині Кратово) під Москвою (1913—1923); центральне депо Казанської залізниці в Люберцях, 1916. Інтерес також представляє розпочатий за дорученням М. Я. Марра проект музею в Ані. Хоча він і не був здійснений, Таманян отримав можливість ознайомитися з шедеврами вірменського зодчества.
У 1914 році Таманян удостоєний звання академіка, в 1917 році обраний головою Ради Академії мистецтв на правах віце-президента і Головою Ради у справах мистецтв. У 1923 році переїхав в Єреван, де очолив будівництво в республіці. Таманян був головним інженером місцевого Раднаркому і членом ЦВК-а Вірменської РСР (1925—1936). Таманян розробив генеральні плани ряду вірменських міст і селищ, у тому числі, Ленінакана (сучасний Гюмрі) (1925), Нор-Баязета (сучасний Гавар) (1927) і Ахта-Ахпара (1927), Ечміадзіна (1927—1928) та ін. Таманян створив перший генеральний план сучасного Єревана, який схвалений у 1924 році.
Стиль Таманяна сприяв перетворенню маленького провінційного міста в сучасну столицю Вірменії, великий промисловий і культурний центр. Неокласицизм визначав творчість архітектора, однак в той же час роботи були виконані в національному дусі (традиційна декоративна різьба по каменю та ін). Серед найбільш знаменитих творінь архітектора в Єревані можна виділити гідроелектростанцію (ЕРГЕС-1, 1926), Будинок опери та балету імені Спендіарова (1926—1953), Будинок уряду Вірменської РСР (1926—1941) та ін. Таманян також відіграв провідну роль у розвитку та відновленні історичних ландшафтів, головував у Комітеті із захисту історичних пам'яток Вірменії.

О. О. Таманян помер 20 лютого 1936 року. Похований в Єревані в Пантеоні парку імені Комітаса.

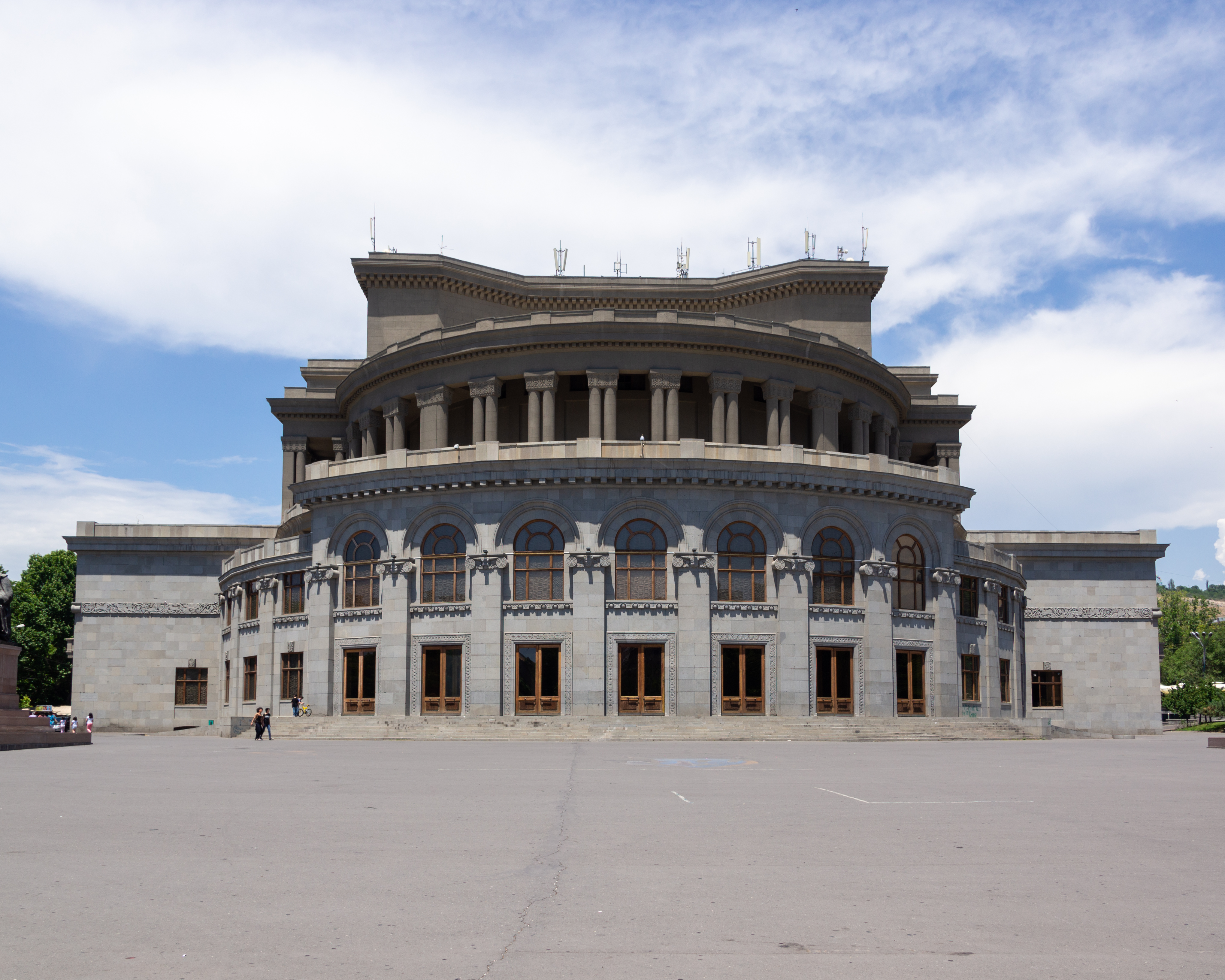
Будинок опери та балету імені А. Спендіарова
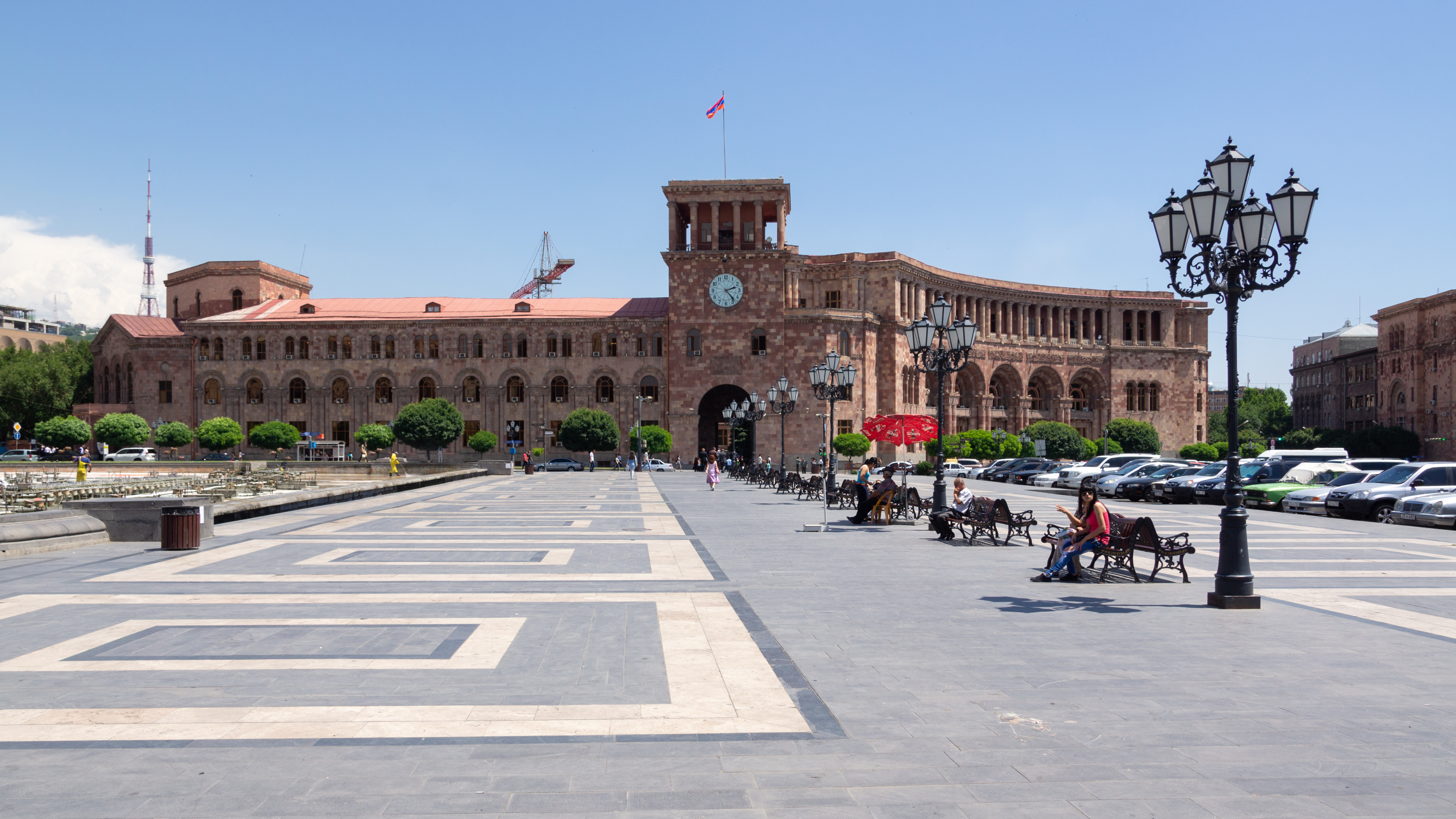
Будинок уряду

## Родина
Таманян був одружений з Каміллою Едвардс, представницею роду Бенуа, їхні обидва сини — Геворг і Юлій Таманян — також стали архітекторами, продовжувачами справи батька.
Онук Таманяна — Олександр Таманян-молодший (пом. у 2005) — був відомим ученим, активним учасником Карабаського руху, полягав у групі «Маапартнер» (Загін смертників). Створив і командував загоном військових інструкторів «Х», який експериментував з новоствореною секретною зброєю.

## Пам'ять

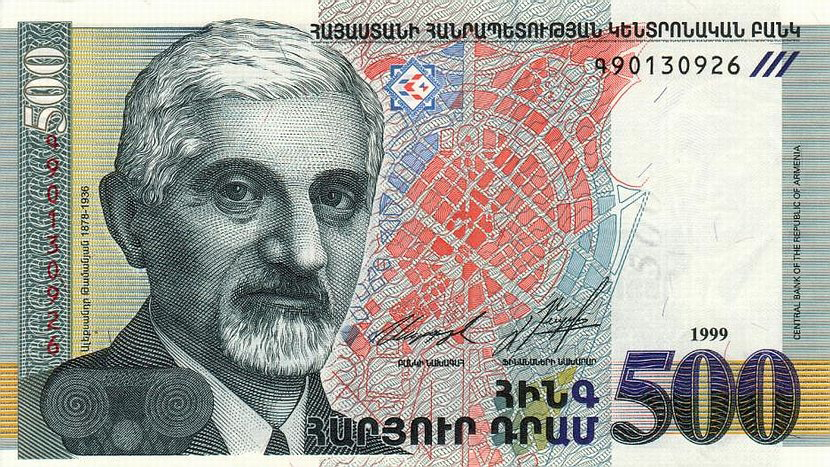
Банкнота 500 драм 1999 року

- На початку 2000-х років в центрі Єревану відкритий архітектурний музей О. І. Таманяна.
- У 2000 році випущена поштова марка Вірменії, присвячена Таманяну.
- Враховуючи великий внесок Олександра Таманяна в культуру рідного народу, його портрет поміщений на купюру номіналом 500 драм.
- У Єревані є вулиця Таманяна, на якій встановлено пам'ятник архітекторові (1974).

## Нагороди та премії
- Сталінська премія другого ступеня (1942 — посмертно) — за архітектурний проект Будинку уряду Вірменської РСР (1926—1941).
- Народний архітектор Вірменської РСР (1924).

## Будинок уряду Вірменської РСР
Спочатку була спроектована (1926—1928) і побудована північно-західна частина — окрема будівля Народного комісаріату земельних питань, будівництво якої завершено в 1929 році.
У 1932—1936 роках для будівництва на тому ж місці був спроектований комплекс Будинку уряду, що займає територію цілого кварталу, в який повинна було гармонійно вписатися і будівля Народного комісаріату земельних питань. Згідно з цим проектом, в центральній частині будівлі, що має форму неправильного п'ятикутника, у внутрішньому дворі, передбачалося будівництво вищого корпусу циліндричної форми, який виконував би роль фоє, що з'єднує окремі частини комплексу. В містобудівному плані він разом з Народним домом (будівлею Оперного театру) повинен був стати стрижневим домінантом проектованого Північного проспекту. Проте в 1941 році будівництво було призупинено і проекти центральної і східної частин комплексу не були здійснені.
Будівництво Будинку уряду в 1952 році завершив син автора — архітектор Геворг Таманян зі своїм новим проектом — вже без піднесеного центрального корпусу, з доданим у східній частині великим залом засідань.
Будинок уряду є першою будівлею, побудованою на центральній овальної площі, передбаченої генеральним планом Олександра Таманяна в 1924 році. Задум проекту будівлі в практичному плані простий: по двох сторонах основних центральних коридорів — зручно розташовані кабінети, гармонійно скомпоновані з великою та малою залою засідань, фоє і сходовими клітинами. Фасади виконані по-різному, у відповідності зі своєю містобудівної роллю і навколишньою забудовою. Розташований по дотичній до площі головний фасад виконаний в ритмі п'яти арок, що спираються на монументальні колони, над якими поясу простягається відкритий балкон. На північній стороні він примикає до вежі, увінчаною прямокутною ротондою. На вулицях, прилеглих до площі, фасади оформлені простіше і стриманіше, проте ця відмінність не передбачає протиставлення. Завдяки поступовим і плавним кутовим переходам вся будівля сприймається як єдиний і гармонійний архітектурний задум. У декоративних розробках автор творчо використав елементи середньовічної вірменської архітектури (Текор, Двін) і монументальної скульптури.
Будівля побудована з рожевого фельзитового туфу, на базальтовому підставі.